# Світ Юрського періоду 3: Домініон
Світ Юрського періоду 3: Домініон (англ. «Jurassic World: Dominion») — американський науково фантастичний фільм Коліна Треворроу, що вийшов на екрани 11 червня 2021 року. У головних ролях: Кріс Претт і Брайс Даллас Ховард.

## Сюжет
Через чотири роки після інциденту в маєтку Локвудів і катастрофічного виверження вулкана на острові Нублар, динозаври знову вільно блукають по Землі, спричиняючи екологічні катастрофи. На тлі глобальних зусиль щодо контролю над інвазивними видами, компанія Biosyn Genetics створила заповідник динозаврів, розташований у Доломітових горах в Італії. Там тварин досліджують для розробки нових ліків.
Клер Дірінг, Зія Родрігез і Франклін Вебб досі працюють у Групі захисту динозаврів і досліджують незаконні місця розмноження динозаврів. Хлопець Клер, Оуен Ґрейді, працює агентом, який переселяє бродячих динозаврів. У своїй віддаленій хатині в горах Сьєрра-Невада Клер і Оуен таємно виховують 14-річну Мейсі Локвуд, онуку Бенджаміна Локвуда, створену шляхом генної інженерії.
Велоцираптор Блю, якого виростив Оуен, висиджує дитинча, яке Мейсі називає Бета. В той час Мейсі тікає з дому, розчарована в житті під постійним наглядом. Поплічники Доджсона викрадають її і захоплюють Бету. Оуен і Клер вирушають на їхній порятунок.
У різних місцях світу зграї гігантської сарани знищують посіви. Палеоботанік доктор Еллі Саттлер зауважує, що рослини, вирощені корпораціями з використанням насіння Biosyn, залишаються нез'їденими. Це підживлює підозри, що Biosyn причетна до створення цих комах. Еллі відносить спійману сарану до свого колишнього коханця, палеонтолога доктора Алана Гранта. Вони встановлюють, що сарана була генетично модифікована з використанням ДНК динозаврів крейдового періоду та сучасної перелітної сарани.
Тим часом Франклін, який тепер працює в ЦРУ в Відділі небезпечних видів, повідомляє Клер і Оуену, що Мейзі та Бету, ймовірно, вивезли на Мальту. Після прибуття туди вони проникають на чорний ринок динозаврів у супроводі колишнього колеги Оуена Баррі Сембена, що працює на французьку розвідку. Через втручання розвідників хижі динозаври вириваються на волю, спричиняючи паніку. За допомогою Баррі герої дізнаються, що Мейсі та Бета перевезені в лабораторію Biosyn. Пілот Кайла Воттс співчуває їм і погоджується доставити до лабораторії.
Доктор Ян Малкольм, який тепер працює в Biosyn, звертається за допомогою до Еллі, щоб викрити незаконну діяльність генерального директора, доктора Льюїса Доджсона. Доджсон використовує генетиків, які досліджували динозаврів, включаючи колишнього генетика InGen доктора Генрі Ву, щоб продавати стійке до сарани зерно та отримувати з цього прибутки. Ву засуджує цей план, посилаючись на те, що він спричинить глобальний голод, оскільки сарана нестримно поширюється. Ву зустрічає Мейсі та пояснює, що його колишня колега, доктор Шарлотта Локвуд (померла донька Бенджаміна Локвуда), використовувала власну ДНК для відтворення генетично ідентичної Мейсі. Шарлотта змінила ДНК Мейзі, щоб запобігти успадкуванню нею смертельної хвороби. Ву вважає, що гени Мейсі та Бети допоможуть створити патоген, який зупинить поширення сарани.
Літак Кайли атакує кецалькоатль, літак розбивається, а Клер катапультується. Після зустрічей з теризинозавром, пірораптором і дилофозавром, усі троє знаходять одне одного. В Biosyn Ієн і директор з комунікацій Рамзі вказують Еллі й Алану як отримати доступ до закритої лабораторії, щоб отримати зразок ДНК сарани. Там вони зустрічають Мейзі, яка хоче піти з ними. Виявивши, що його план викрито, Доджсон спалює сарану, щоби знищити докази, але вона тікає, спалахує лісова пожежа.
Алан, Еллі та Мейсі ледве втікають із лабораторії, перш ніж знаходять Яна. Потім вони зустрічають Оуена, Клер і Кайлу. Пізніше Рамзі приєднується до них, а Доджсон тікає з ембріонами динозаврів через гіперлуп. Але вагон застрягає в тунелі, де Доджсона вбивають дилофозаври. Оуен знаходить і присипляє Бету. Група разом із Ву втікає на гелікоптері Biosyn, коли в лабраторії починається битва між гіганотозавром, теризинозавром і тиранозавром.
Еллі та Алан разом з Яном і Рамзі дають свідчення проти Biosyn і поновлюють свої стосунки. Оуен, Клер і Мейзі повертаються додому і возз'єднують Бету з Блу. Ву створює патоген, який поширює серед сарани. По всьому світу динозаври адаптуються до нового співіснування з людьми, а Організація Об'єднаних Націй проголошує заповідник Biosyn міжнародним заповідником динозаврів.

## В ролях
| Актор               | Роль                |
| ------------------- | ------------------- |
| Кріс Пратт          | Оуен Грейді         |
| Брайс Даллас Говард | Клер Дірінг         |
| Сем Нілл            | доктор Алан Грант   |
| Лора Дерн           | доктор Еллі Сеттлер |
| Джефф Голдблюм      | доктор Ян Малкольм  |
| Кампбелл Скотт      | Льюїс Доджсон       |
| Омар Сі             | Баррі Сембен        |
| Бредлі Вонг         | доктор Генрі Ву     |
| Дічен Лакмен        | Сойона Сантос       |
| Мамуду Еті          | Рамзі Коул          |
| Скотт Хейз          | Рейн Делакур        |
| Ізабелла Сермон     | Мейзі Локвуд        |
| Джастіс Сміт        | Франклін Вебб       |